# متروی شی‌آن
متروی شی‌آن، خطوط شبکه زیرزمینی قطار شهری شهر شی‌آن، مرکز استان شاآن‌شی چین است. این شبکه مترو در تاریخ ۱۶ سپتامبر ۲۰۱۱ آغاز به کار کرد.
مترو این شهر، ۱۲ خط و ۲۷۰ ایستگاه دارد و در هر ایستگاه یک دیوار فرهنگی ساخته شده است که در واقع نگارخانه هنری زیر زمینی است. هر دیوار فرهنگی ویژگی‌های طبیعی، جغرافیایی، تاریخی و فرهنگی محلی خود را با استفاده از نقاشی و مجسمه، نمایان می‌سازد.
برای نمای داخلی ایستگاه‌های مترو «شی آن» عمدتاً از رنگ سفید و علامت‌های افسانه‌ای مانند «ققنوس» استفاده شده است تا به این ترتیب سبک فرهنگ باستانی این شهر به عنوان پایتخت سنتی چین در دوران چندین سلسله نمایانگر شود. بر روی دیوار فرهنگی ایستگاه «جون لئو» ماسک‌ها و مجسمه‌هایی از «اپرای چین» دیده می‌شود.
برای برخورد نکردن تونل‌های مترو با لایه‌های میراث فرهنگی در زیر این شهر باستانی هم‌چون لشکر سفالین، تونل‌های مترو را به عمق حدود بیست متر، زیر لایه‌های این میراث ایجاد کرده‌اند.

## نگارخانه

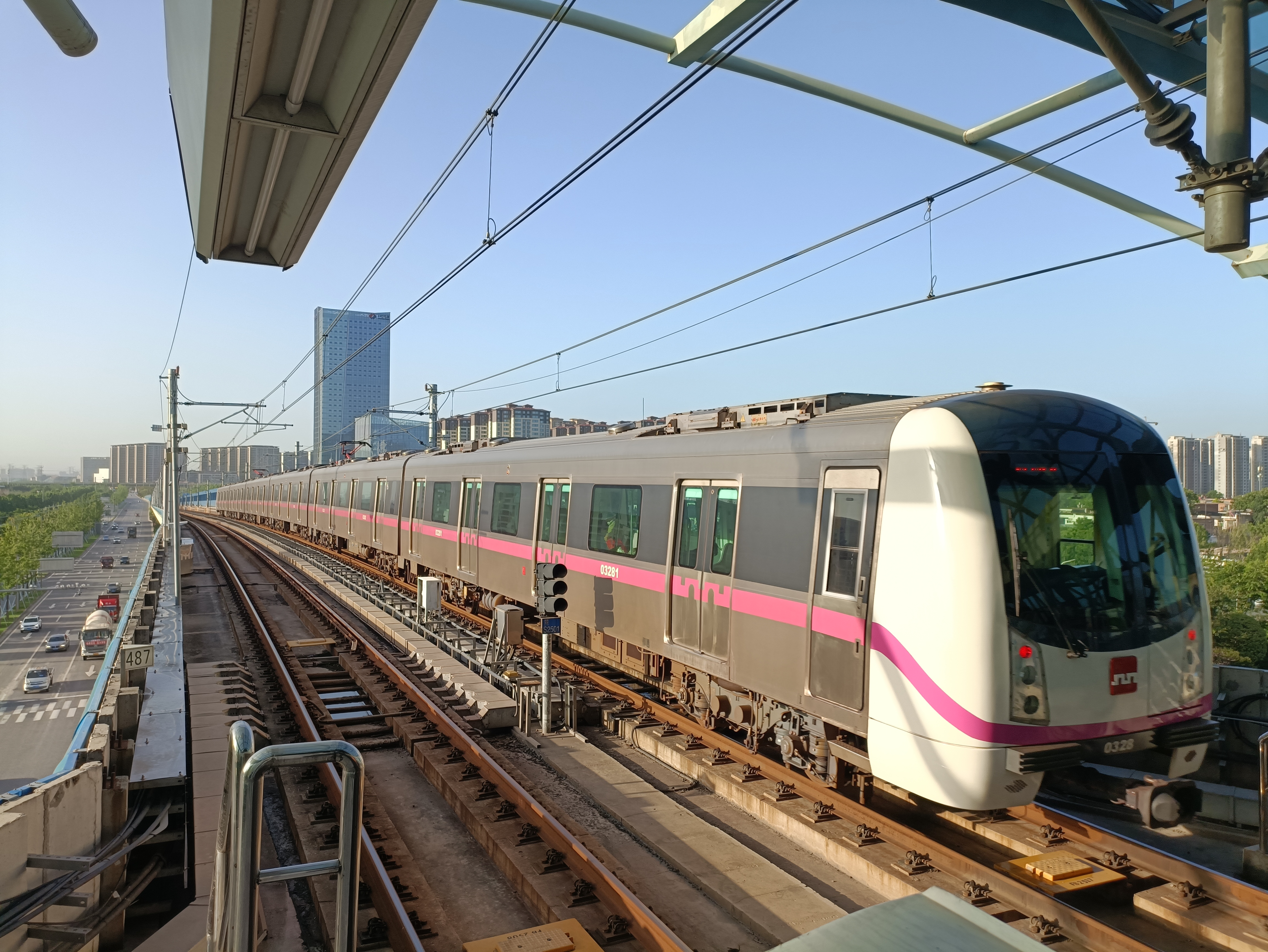
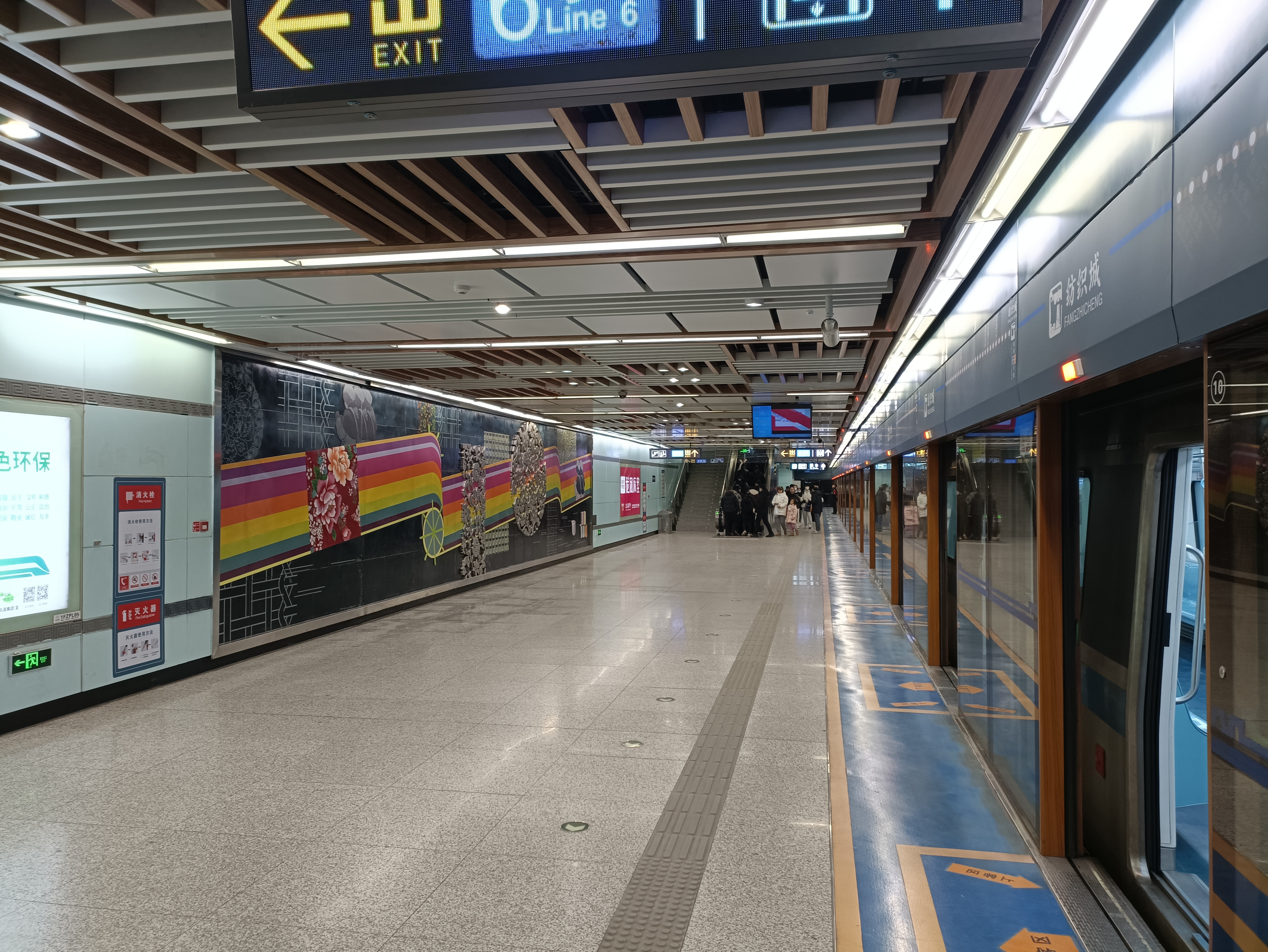
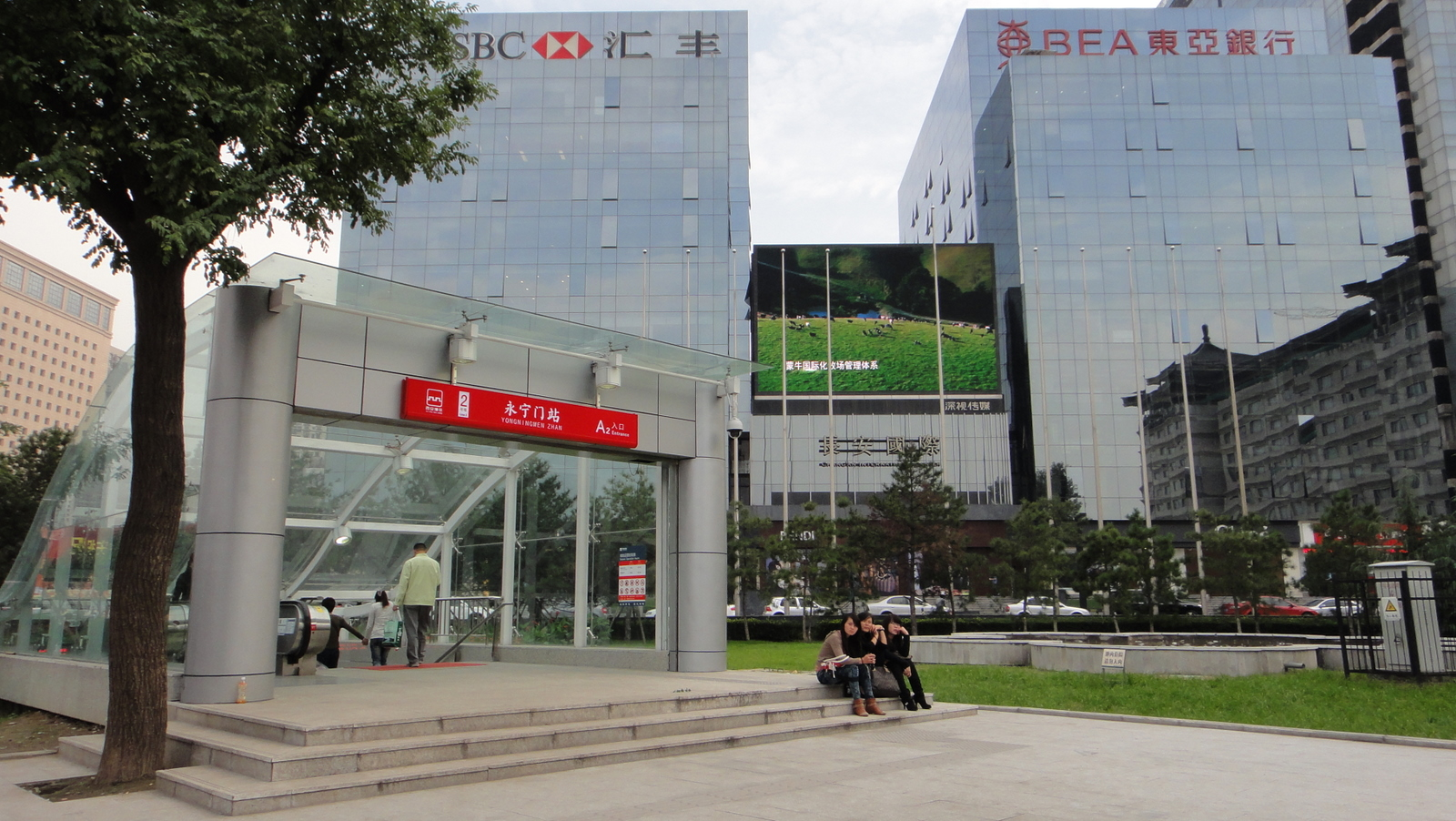
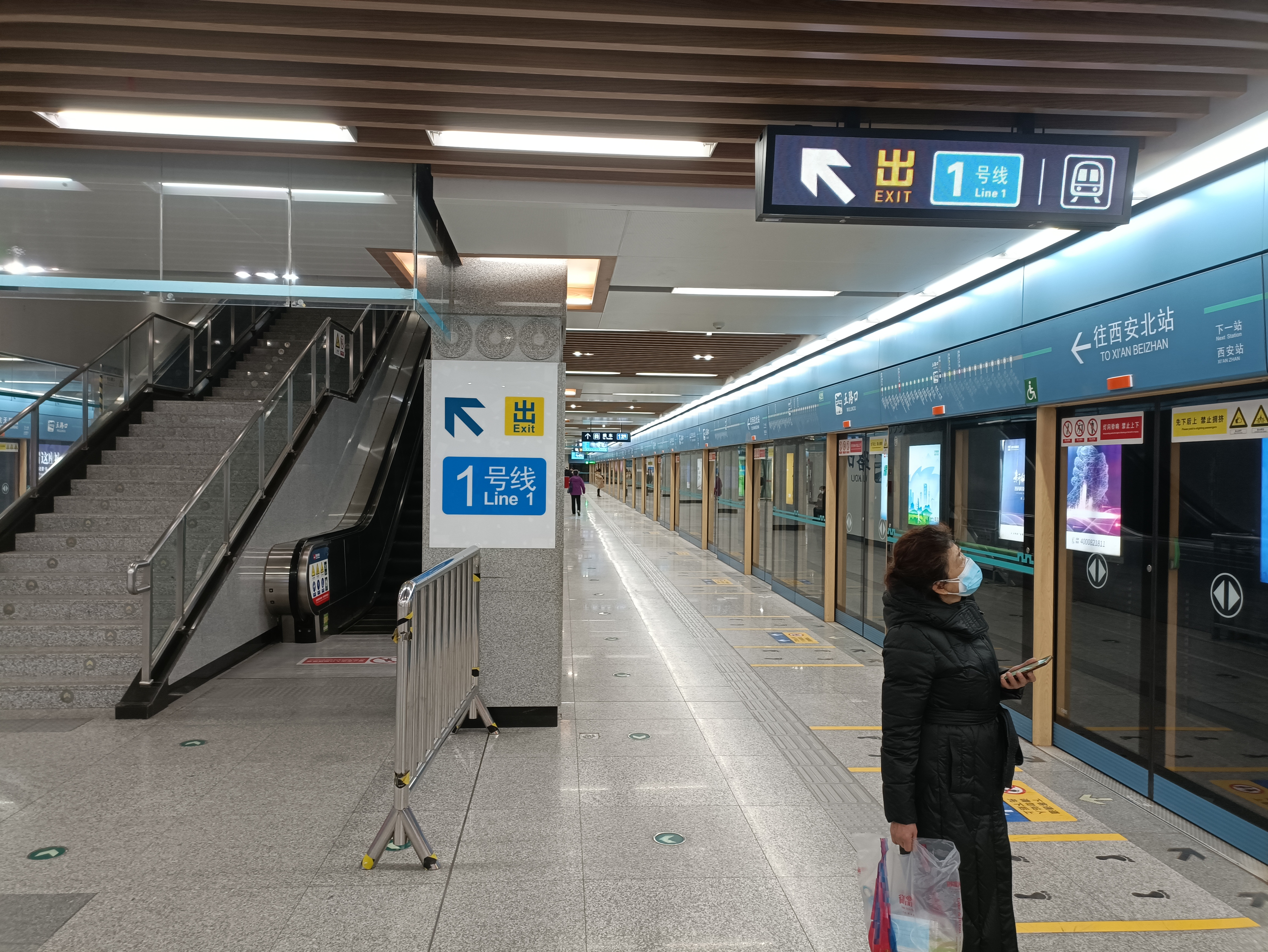